# Čedžu (ostrov)
Čedžu (korejsky 제주도; dříve též Quelpart a Saišú-tó/最終島) je jihokorejský ostrov ležící zhruba 85 km od jižního pobřeží Korejského poloostrova. Tvoří spolu s menšími okolními ostrovy stejnojmennou provincii, přičemž zabírá více než 99 % její rozlohy. Jméno Čedžu (resp. Čedžu-si, kor. 제주시) je i jménem hlavního města ostrova. Čedžu je vůbec největším korejským ostrovem a navíc jedinou částí korejského území, která se už nalézá v subtropickém pásu. Díky tomu se zdejší krajina a flóra výrazně liší od pevninské. Od roku 1946 má ostrov Čedžu status samostatné provincie. Má něco přes půl milionu obyvatel.

## Geografie
Čedžu má rozlohu 1833,2 km², což odpovídá 1,83 % rozlohy Jižní Koreje. Ostrov vznikl vulkanickou činností teprve v době před 2 miliony let. Uprostřed ostrova se nachází i nejvyšší hora Jižní Koreje, nečinná sopka Halla (či Halla-san, 1950 m n. m.) s velkým kráterem. Naposledy vybuchla v r. 1007. Na svazích sopky Halla se nachází Koččawalský les. Vzhledem ke geografickému vývoji zůstal tento les z velké části neporušen.
Část ostrova je dodnes pokryta lávou a právě tamní tři lávové lokality (o celkové rozloze 18 846 ha) vynesly ostrovu v roce 2007 zařazení mezi lokality světového přírodního dědictví UNESCO. Ostrov byl taktéž zařazen do seznamu Nových sedm divů přírody. Od roku 2002 je část ostrova zapsána na seznam biosférických rezervací UNESCO. Celková rozloha chráněného území (souše i moře) je 83 094 ha.

## Historie
Ostrov je osídlen odnepaměti a odnepaměti se na něm také rozkládalo království Tamna. Z 1. století n. l. pocházejí archeologické doklady o obchodu s Čínou a Japonskem období Jajoi. Posléze království Tamna postupně vstupovalo do vazalských vztahů s různými korejskými státy - v roce 476 s Pekče, posléze se Sillou, v roce 938 bylo podrobeno dynastií Korjo a oficiálně anektováno roku 1105. Stále se však těšilo určité autonomii, než ji král Tchedžong z dynastie Čoson roku 1404 definitivně ukončil a Čedžu pevně připojil ke svému království.
Evropany byl ostrov znám jako Quelpart (případně Quelparte či Quelpaert). V roce 1910 ostrov zabrali Japonci a jako součást japonského císařství (až do roku 1945) byl znám jako Saišú-tó (最終島).
V roce 1948 zde vypuklo komunistické povstání na Čedžu, které ale bylo jihokorejskou vládou nemilosrdně potlačeno a mělo za následek desetitisíce obětí.

## Kultura
Ostrov Čedžu je oblíbeným místem pro svatební cesty mladých Korejců. Známým symbolem ostrova jsou postavičky tzv. harubangů, ochranných skřítků vysochaných z lávy.

## Fotogalerie

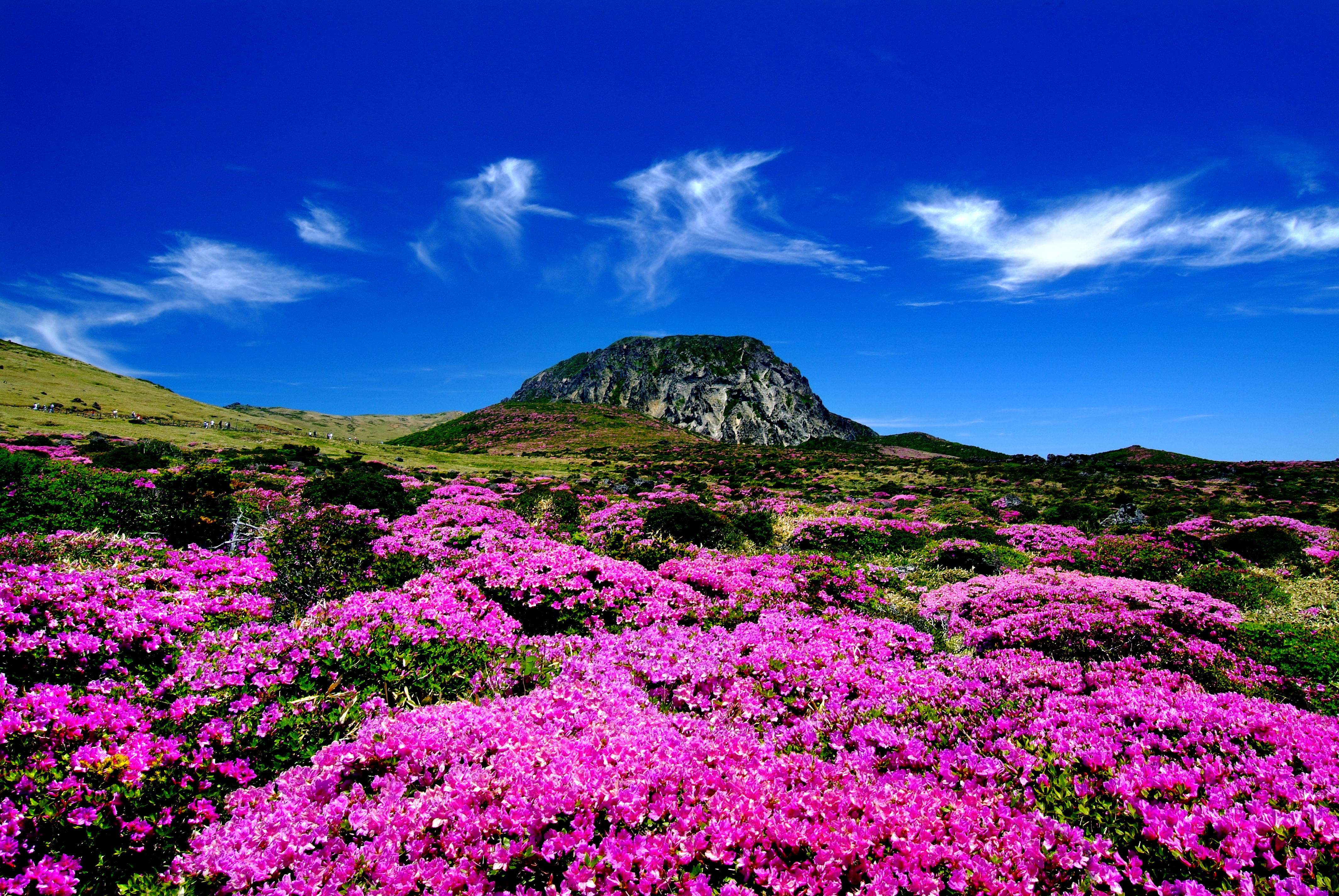
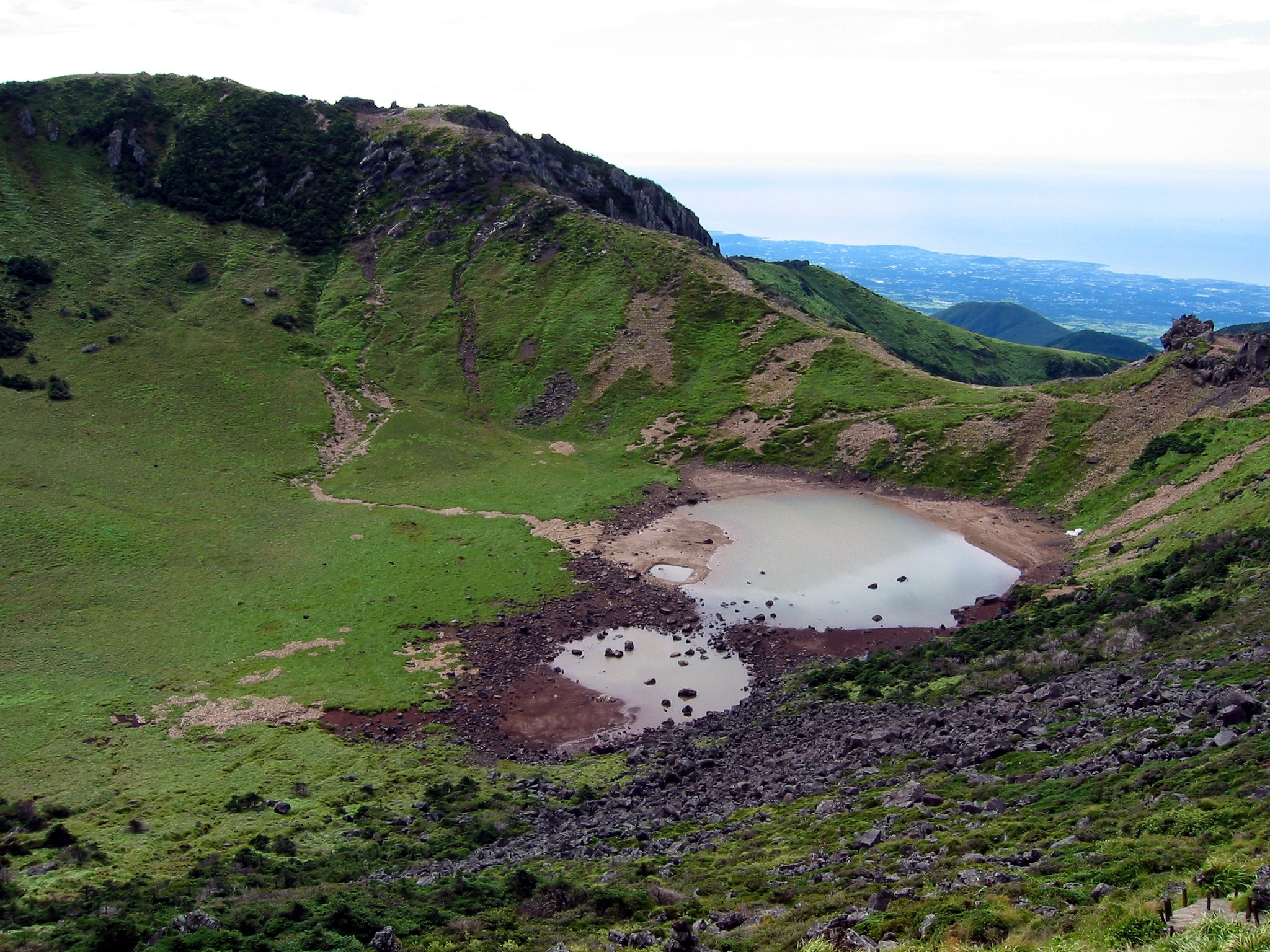
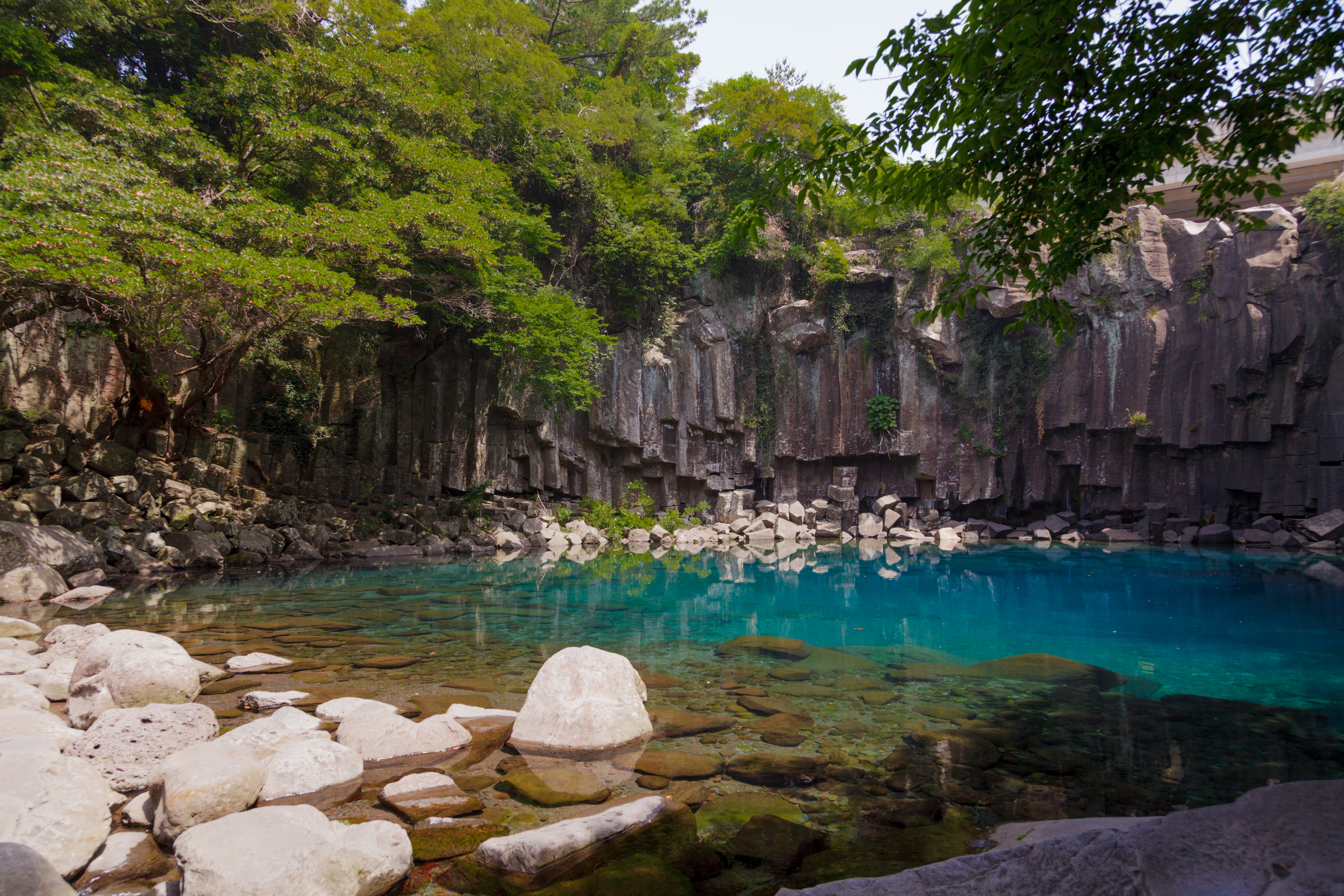
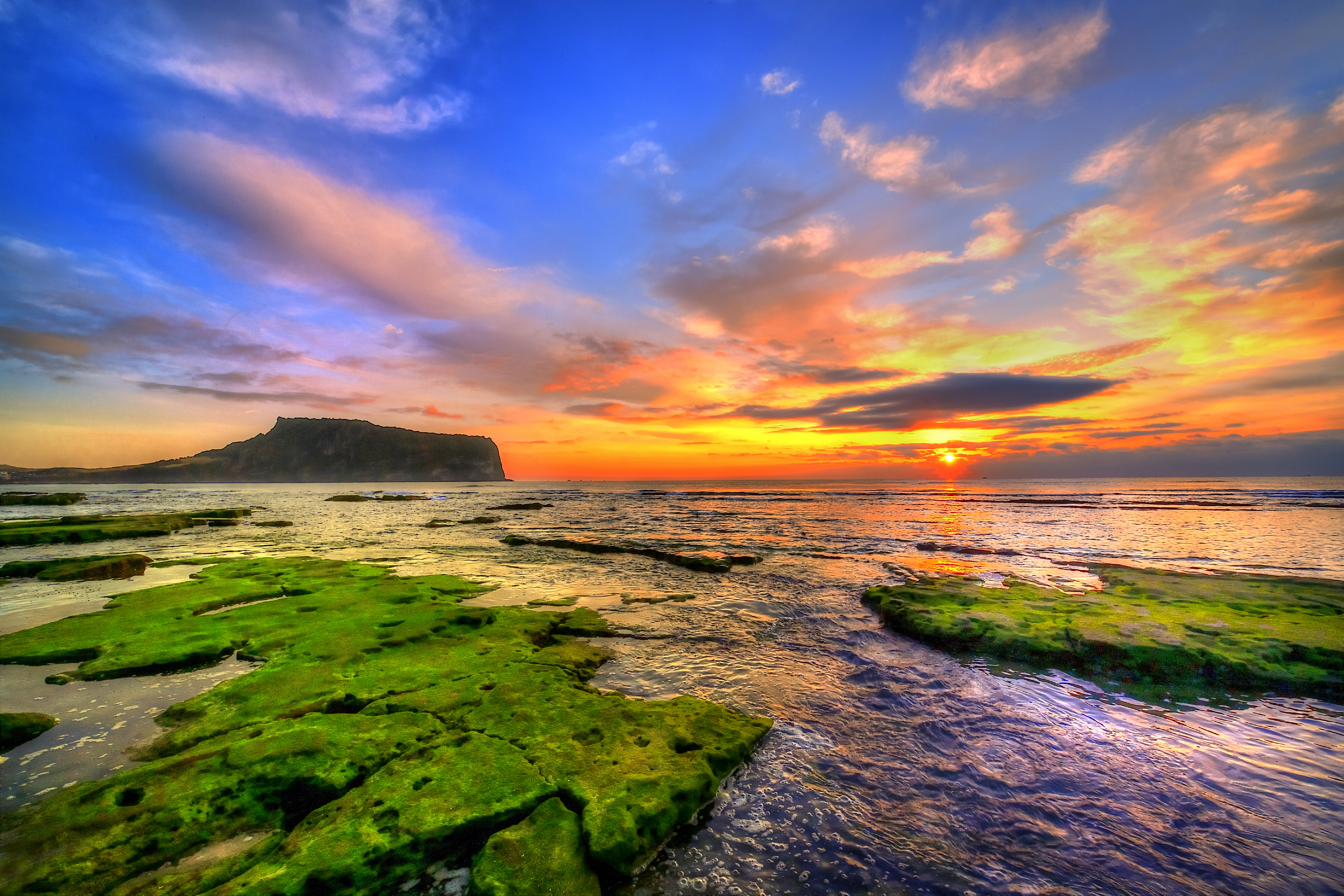